# Ariel Pink
Ariel Pink (właśc. Ariel Marcus Rosenberg, ur. 24 czerwca 1978) – amerykański muzyk z Los Angeles.
Większość swoich płyt nagrał przy pomocy ośmiośladowego magnetofonu kasetowego Yamahy, grając samemu na wszystkich instrumentach, używając ust i innych części swojego ciała zamiast perkusji. Sprzęt nagrywający uległ awarii w okolicy 2003-2004 roku, przez co planowana na 10 części płytowa seria Haunted Graffiti nigdy nie została dokończona. Od 2005 roku Ariel koncertuje i nagrywa ze swoim zespołem Haunted Graffiti.
Studiował na California Institute of the Arts, na wydziale sztuk wizualnych, lecz studiów nie ukończył. W latach 2002–2005 był mężem Alisy Daniels, której poświęcił jeden ze swoich utworów. Do znanych fanów artysty należą m.in. Animal Collective, Max Tundra czy J Mascis.

## SeriaHaunted Graffiti
Na serię Haunted Graffiti składają się albumy nagrane głównie samodzielnie przez Ariela. Znane jest 8 części tej serii nagranych w latach 1998-2003, niektóre wydane tylko w formie CD-R.
1. Underground
2. The Doldrums
3. Scared Famous
4. FF>>
5. House Arrest
6. Lover Boy
7. Holy Shit EP
8. Worn Copy

## Dyskografia
- The Doldrums [Paw Tracks, 2004]
- Worn Copy [Paw Tracks, 2005]
- House Arrest [Paw Tracks, 2006]
- Before Today [4AD, 2010]
- Mature Themes [4AD, 2012]
- Pom Pom [4AD, 2014]
- Dedicated to Bobby Jameson (2017)

### Albumy wydane w limitowanych nakładach
- House Arrest/Lover Boy [Ballbearings Pinatas, 2003]
- Worn Copy [Rhystop, 2003]
- Ariel Rosenberg's Thrash & Burn: Pre [Human Ear Music, 2006]
- Stranded at Two Harbors (jako Holy Shit) [UUAR, 2006]
- Lover Boy [CDBaby, 2006]
- Scared Famous [Human Ear Music, 2007]
- Underground [International Vinyl, 2007]
- Oddities Sodomies Vol. 1 [Vinyl International, 2008]
- Grandes Exitos [Vinyl International, 2009]
- FF>> (2010)

## Występy w Polsce
Ariel Pink wraz z Haunted Graffiti wystąpił w Polsce na 6 koncertach
- 2009-06-16 Warszawa, Kamieniołomy
- 2011-08-07 Katowice, Off-Festival
- 2012-11-24 Warszawa, Hydrozagadka
- 2015-11-16 Katowice, Jazz Club w ramach festiwalu Ars Cameralis
- 2015-11-17 Warszawa, Hybrydy
- 2018-08-05 Katowice, Off-Festival

## Kontrowersje
Artysta w ciągu swej kariery nie stronił od wypowiedzi i zachowań scenicznych uznawanych za kontrowersyjne. Regularnie wyrażał też swoje poparcie dla Donalda Trumpa, co spotykało się z krytycznym odbiorem części fanów, jak i środowiska muzycznego. Z tego powodu część fanów artysty oraz osób z branży zdecydowała się odsunąć od niego. W roku 2021 muzyk wziął udział w wiecu politycznym Donalda Trumpa, który później przerodził się w atak na Kapitol Stanów Zjednoczonych. Rosenberg przyznał, że: "Wziął udział we wiecu, aby wyrazić swoje poparcie w sposób pokojowy, nie był jednak częścią tłumu szturmującego Kapitol". 
Dwa dni po owym zajściu, wytwórnia muzyczna Mexican Summer, która od wielu lat wydawała muzykę Ariela, zdecydowała się na całkowite zerwanie z nim współpracy, o czym poinformowała we wpisie na Twitterze. Reakcja mediów oraz branży muzycznej na poglądy polityczne artysty jest uznawana przez niego za przykład tzw. cancel culture.